# The Rugby Championship 2021
The Rugby Championship 2021 – dziesiąta edycja The Rugby Championship, corocznego turnieju w rugby union rozgrywanego pomiędzy czterema najlepszymi zespołami narodowymi półkuli południowej – Argentyny, Australii, Nowej Zelandii i RPA. Turniej odbył się systemem ligowym pomiędzy 14 sierpnia a 2 października 2021 roku.
Wliczając turnieje w poprzedniej formie, od czasów Pucharu Trzech Narodów, była to dwudziesta szósta edycja tych zawodów.
Zwycięzca meczu zyskiwał cztery punkty, za remis przysługiwały dwa punkty, porażka nie była punktowana, a zdobycie przynajmniej trzech przyłożeń więcej od rywali lub przegrana nie więcej niż siedmioma punktami premiowana była natomiast punktem bonusowym. Podczas zawodów było testowanych sześć zmian w przepisach gry.
Już w marcu 2021 roku Rugby Australia zadeklarował chęć goszczenia całego turnieju, podobnie jak to było w poprzedniej edycji, niedługo później do roli współgospodarza zgłosił się nowozelandzki związek po informacji, iż Południowoafrykańczycy – z uwagi na tournée British and Irish Lions – nie są zainteresowani organizacją i tego turnieju. Terminarz rozgrywek ustalono w czerwcu 2021 roku, jednak w związku z pandemią COVID-19 nie zostaną one rozegrane standardowym systemem „każdy z każdym, mecz u siebie, mecz na wyjeździe” – dwa pojedynki pomiędzy Springboks i Pumas odbędą się w RPA, pozostałe zaś zaplanowano w Australii i Nowej Zelandii, gdzie gospodarze w swoich pięciu meczach mieli podejmować przyjezdnych rywali. Z uwagi na ponowne zamknięcie nowozelandzkich granic dla bezkwarantannowych podróży z Australii pod koniec lipca zamieniono kolejności oraz stadiony spotkań o Bledisloe Cup, w tym mecz zaplanowany w Perth był dwukrotnie przekładany. Miesiąc później organizatorzy ogłosili, że kolejki 3–6, czyli osiem spotkań, zostaną rozegrane w Queensland, choć tym razem ofertę wysunął także i South African Rugby Union, wkrótce opublikowano szczegółowy harmonogram oraz obsadę sędziowską.

## Mecze
| 14 sierpnia 202119:05 | Nowa Zelandia | 57:22(21:15) | Australia                                          | Eden Park, Auckland Widzów: 25 121 Sędzia: Brendon Pickerill |
| 14 sierpnia 202119:05 | Taylor 10 (2P) R. Ioane 5 (P) Savea 5 (P) Retallick 5 (P) Reece 5 (P) Jordan 5 (P) Havili 5 (P) Moʻunga 10 (5pd) B. Barrett 4 (2pd) McKenzie 3 (K) | 57:22(21:15) | Kellaway 10 (2P) McDermott 5 (P) Lolesio 7 (2pd K) | Eden Park, Auckland Widzów: 25 121 Sędzia: Brendon Pickerill |
| 14 sierpnia 202119:05 | Savea | 57:22(21:15) |                                                    | Eden Park, Auckland Widzów: 25 121 Sędzia: Brendon Pickerill |

| 14 sierpnia 202117:05 | Południowa Afryka                                             | 32:12(21:9) | Argentyna       | Nelson Mandela Bay Stadium, Gqeberha Widzów: 0 Sędzia: Andrew Brace |
| 14 sierpnia 202117:05 | Reinach 5 (P) Fassi 5 (P) Hendrikse 5 (P) Jantjies 17 (pd 5K) | 32:12(21:9) | Sánchez 12 (4K) | Nelson Mandela Bay Stadium, Gqeberha Widzów: 0 Sędzia: Andrew Brace |

| 21 sierpnia 202117:05 | Argentyna                                | 10:29(3:15) | Południowa Afryka                            | Nelson Mandela Bay Stadium, Gqeberha Widzów: 0 Sędzia: Karl Dickson |
| 21 sierpnia 202117:05 | Matera 5 (P) Sánchez 2 (pd) Miotti 3 (K) | 10:29(3:15) | Mapimpi 5 (P) Marx 5 (P) Pollard 19 (2pd 5K) | Nelson Mandela Bay Stadium, Gqeberha Widzów: 0 Sędzia: Karl Dickson |
| 21 sierpnia 202117:05 | Bruni. Lavanini                          | 10:29(3:15) |                                              | Nelson Mandela Bay Stadium, Gqeberha Widzów: 0 Sędzia: Karl Dickson |

| 5 września 202114:00 | Australia                                                           | 21:38(0:18) | Nowa Zelandia                                                                                      | Optus Stadium, Perth Widzów: 52 724 Sędzia: Damon Murphy |
| 5 września 202114:00 | Fainga’a 5 (P) White 5 (P) Banks 5 (P) Lolesio 2 (pd) Hodge 4 (2pd) | 21:38(0:18) | J. Barrett 5 (P) Havili 10 (2P) Jordan 5 (P) Lienert-Brown 5 (P) Bridge 5 (P) B. Barrett 8 (pd 2K) | Optus Stadium, Perth Widzów: 52 724 Sędzia: Damon Murphy |
| 5 września 202114:00 | J. Barrett                                                          | 21:38(0:18) | | Optus Stadium, Perth Widzów: 52 724 Sędzia: Damon Murphy |

| 12 września 202117:05 | Nowa Zelandia                                                                                      | 39:0(22:0) | Argentyna | Cbus Super Stadium, Gold Coast Sędzia: Nic Berry |
| 12 września 202117:05 | R. Ioane 5 (P) Reece 5 (P) Papalii 5 (P) Jacobson 10 (2P) B. Barrett 5 (pd K) J. Barrett 9 (3pd K) | 39:0(22:0) |           | Cbus Super Stadium, Gold Coast Sędzia: Nic Berry |
| 12 września 202117:05 | Matera · Carlos Muzzio                                                                             | 39:0(22:0) |           | Cbus Super Stadium, Gold Coast Sędzia: Nic Berry |

| 12 września 202120:05 | Południowa Afryka                              | 26:28(11:19) | Australia                        | Cbus Super Stadium, Gold Coast Widzów: 15191 Sędzia: Luke Pearce |
| 12 września 202120:05 | Mbonambi 5 (P) Marx 10 (2P) Pollard 11 (pd 3K) | 26:28(11:19) | Kellaway 5 (P) Cooper 23 (pd 7K) | Cbus Super Stadium, Gold Coast Widzów: 15191 Sędzia: Luke Pearce |
| 12 września 202120:05 | Kolisi · le Roux                               | 26:28(11:19) | Philip · Fainga’a                | Cbus Super Stadium, Gold Coast Widzów: 15191 Sędzia: Luke Pearce |

| 18 września 202117:05 | Australia                                           | 30:17(15:12) | Południowa Afryka        | Suncorp Stadium, Brisbane Widzów: 40000 Sędzia: Matthew Carley |
| 18 września 202117:05 | Ikitau 10 (2P) Koroibete 10 (2P) Cooper 10 (2pd 2K) | 30:17(15:12) | Am 5 (P) Pollard 12 (4K) | Suncorp Stadium, Brisbane Widzów: 40000 Sędzia: Matthew Carley |
| 18 września 202117:05 | Swinton                                             | 30:17(15:12) | de Klerk · Wiese         | Suncorp Stadium, Brisbane Widzów: 40000 Sędzia: Matthew Carley |

| 18 września 202120:05 | Argentyna             | 13:36(3:24) | Nowa Zelandia                                                                       | Suncorp Stadium, Brisbane Widzów: 38215 Sędzia: Jaco Peyper |
| 18 września 202120:05 | Boffelli 13 (P pd 2K) | 13:36(3:24) | Tuipulotu 5 (P) Perenara 5 (P) Vaa’i 10 (2P) Taukei’aho 5 (P) J. Barrett 11 (4pd K) | Suncorp Stadium, Brisbane Widzów: 38215 Sędzia: Jaco Peyper |

| 25 września 202117:05 | Nowa Zelandia                      | 19:17(13:11) | Południowa Afryka           | North Queensland Stadium, Townsville Widzów: 25000 Sędzia: Luke Pearce |
| 25 września 202117:05 | Jordan 5 (P) J. Barrett 14 (pd 4K) | 19:17(13:11) | Nkosi 5 (P) Pollard 12 (4K) | North Queensland Stadium, Townsville Widzów: 25000 Sędzia: Luke Pearce |
| 25 września 202117:05 | Nkosi                              | 19:17(13:11) |                             | North Queensland Stadium, Townsville Widzów: 25000 Sędzia: Luke Pearce |

| 25 września 202120:05 | Australia                                                                  | 27:8(17:3) | Argentyna                    | North Queensland Stadium, Townsville Widzów: 23184 Sędzia: Matthew Carley |
| 25 września 202120:05 | Hodge 5 (P) Kerevi 5 (P) Kellaway 5 (P) Cooper 7 (2pd K) O’Connor 5 (pd K) | 27:8(17:3) | Montoya 5 (P) Boffelli 3 (K) | North Queensland Stadium, Townsville Widzów: 23184 Sędzia: Matthew Carley |
| 25 września 202120:05 | Kremer                                                                     | 27:8(17:3) |                              | North Queensland Stadium, Townsville Widzów: 23184 Sędzia: Matthew Carley |

| 2 października 202117:05 | Argentyna                        | 17:32(15:3) | Australia                                                     | Cbus Super Stadium, Gold Coast Widzów: 20441 Sędzia: Jaco Peyper |
| 2 października 202117:05 | Gallo 10 (2P) Boffelli 7 (2pd K) | 17:32(15:3) | Fainga’a 5 (P) Kellaway 15 (3P) Kerevi 5 (P) Cooper 7 (2pd K) | Cbus Super Stadium, Gold Coast Widzów: 20441 Sędzia: Jaco Peyper |
| 2 października 202117:05 | Lavanini                         | 17:32(15:3) | Hooper                                                        | Cbus Super Stadium, Gold Coast Widzów: 20441 Sędzia: Jaco Peyper |

| 2 października 202120:05 | Południowa Afryka                                                 | 31:29(14:20) | Nowa Zelandia                                             | Cbus Super Stadium, Gold Coast Widzów: 20441 Sędzia: Matthew Carley |
| 2 października 202120:05 | Allende 5 (P) Mapimpi 5 (P) Pollard 12 (4K) E. Jantjies 9 (dg 2K) | 31:29(14:20) | Reece 5 (P) Savea 5 (P) Weber 5 (P) J. Barrett 14 (pd 4K) | Cbus Super Stadium, Gold Coast Widzów: 20441 Sędzia: Matthew Carley |